# Armand Zunder
Armand Zunder (Paramaribo, 14 april 1946) is een Surinaams econoom, voormalig politicus, zakenman en adviseur.

## Biografie
Zijn jeugd inclusief zijn middelbareschooltijd bracht hij voor een groot deel door op Curaçao waar zijn vader voor Shell en later de Curaçaosche Dok Maatschappij werkzaam was. Hierna vertrok hij naar Nederland waar hij in Leiden medicijnen wilde gaan studeren. Omdat hij niet ingeloot werd, ging hij economie studeren aan de Universiteit van Amsterdam met als specialisme 'regionale economie en planning'. Bij professor Lambooy deed Zunder promotie-onderzoek onder de titel "Van kolonialisme tot zelfontwikkeling". Na daar in 1977 te zijn afgestudeerd keerde hij terug naar Suriname waar hij ging werken bij het Planbureau waar hij actief was bij de 'Welvaartsplanning' en daarnaast doceerde hij economie aan de Universiteit van Suriname.
Zunder zou in april 1980 secretaris-generaal worden van de Vereniging Surinaams Bedrijfsleven (VSB) maar eind februari 1980 vond in Suriname de Sergeantencoup plaats en hij werd in de gelegenheid gesteld om minister van Planning en Ontwikkeling (15 maart 1980 tot 20 juni 1980) te worden in het eerste kabinet na die staatsgreep. Bij nader inzien koos hij voor dat laatste ook al was het ministerssalaris maar een derde van wat hij bij de VSB zou gaan verdienen. Eind juni werd hij samen met de ministers Abrahams (Economische Zaken) en Wongsodikromo (Sociale Zaken) door premier Chin A Sen ontslagen.
Enkele dagen later werd hij door Edgar Wijngaarde benaderd om naast de enige verzekeringsmaatschappij in Suriname een tweede verzekeringsmaatschappij op te richten. Hiervan werd Zunder oprichter/directeur en daarnaast was hij adviseur van diverse ministeries. In verband met de Decembermoorden eind 1982, vertrok hij in 1983 naar Nederland waar hij ging werken bij De Nederlandsche Bank. Drie jaar later vertrok hij naar de Nederlandse Antillen waar hij medeoprichter en directeur was van zowel een schadeverzekeringsbedrijf als een adviesbureau. Vanaf 2000 is hij naast zijn werk als onder andere adviseur ook bezig met onderzoek dat verband houdt met zijn dissertatie over de economische historie van Suriname. Armand Zunder heeft daarnaast nog andere publicaties op zijn naam staan.
In 2020 was hij in beeld om Robert-Gray van Trikt op te volgen bij de Centrale Bank van Suriname. Hij viel af door zijn handelingen in het verleden bij Self Reliance en Promes Segura. De post ging uiteindelijk naar Maurice Roemer. Sinds 1 mei 2020 is hij directeur van de Belastingen. Sinds de jaren 2010 is hij voorzitter van de Nationale Reparatie Commissie Suriname. Daarnaast is hij voorzitter van de Raad van Vakcentrales in Suriname (Ravaksur).